# Confédération nationale de l'artisanat des métiers et des services
La Confédération nationale de l'artisanat des métiers et des services (CNAMS) est l’organisation interprofessionnelle représentative des métiers de la fabrication et des services.
La CNAMS rassemble les syndicats patronaux des métiers de la fabrication et des services, soit 37 fédérations professionnelles.
Elle est aujourd’hui[Quand ?] l’organisation syndicale de l’artisanat qui regroupe le plus grand nombre de professions artisanales et représente les intérêts de 54 % des entreprises inscrites au Répertoire des Métiers, soit environ 430 000 entreprises.
La CNAMS est une des 4 confédérations adhérentes de l'U2P, Union des entreprises de proximité (anciennement UPA, Union professionnelle artisanale,) aux côtés de la CGAD, Confédération générale de l'alimentation de détail, de la CAPEB, Confédération de l'artisanat et des petites entreprises du bâtiment, et de l'UNAPL, l'Union Nationale des Professions Libérales, organisation patronale représentative.
Les 37 fédérations sont les suivantes :
- Ateliers d'Art de France (AAF) https://www.ateliersdart.com/
- Chambre Nationale des Prestataires Animaliers (Prestanimalia / Ffata) https://www.prestanimalia-ffata.fr/
- Chambre Syndicale de la Facture Instrumentale (CSFI) https://www.csfi-musique.fr/
- Confédération Française des Métiers d'Art (CFMA) https://www.cfmart.fr/
- Confédération Nationale Artisanale des Instituts de Beauté (CNAIB) http://www.cnaib.fr/
- Conseil National des Entreprises de Coiffure (CNEC) https://cnec.asso.fr/
- Conseil National des Professions de l'Automobile (CNPA) https://www.cnpa.fr/
- Fédération Française de la Carrosserie (FFC) https://www.ffc-carrosserie.org/
- Fédération Française de la Cordonnerie et Multiservice (FFCM) https://www.cordonnerie.org/
- Fédération Française de la Photographie et des Métiers de l'Image (FFPMI) https://metiersdelimage.fr/
- Fédération Française des Artisans Fleuristes (FFAF) https://www.ffaf.fr/
- Fédération Française des Métiers de la Fourrure (FFMF) https://www.lafourrurefrancaise.com/
- Fédération Française des Pressings et de la Blanchisserie (FFPB) http://www.ffpb.fr/
- Fédération Nationale Artisanale des Métiers d'Art et de Créations du Bijou, de l'Horlogerie (FNAMAC) https://www.fnamac.fr/
- Fédération Nationale de l'Automobile (FNA) https://fna.fr/
- Fédération Nationale des Artisans du Taxi (FNAT) http://www.fnataxi.fr/
- Fédération Nationale des Artisans et des Petites Entreprises de la Métallurgie et de la Mécatronique (FNAPEM) http://www.fnapem.fr
- Fédération Nationale des Artisans et Petites Entreprises en Milieu Rural (FNAR) https://www.fnar-vente-reparation-materiel-agricole-industrie.com/
- Fédération Nationale des Maîtres Tailleurs de France (FNMT)
- Fédération Nationale des Opticiens de France (FNOF) http://www.fnof.org/
- Fédération Nationale des Professionnels indépendants de l'Electricité et de l'Electronique (FEDELEC) https://www.fedelec.fr/
- Fédération Française des Taxis de Province (FFTP) http://www.fftp-taxis.fr/
- Fédération Nationale de la Photographie (FNP) https://www.fnp-photo.fr/
- Syndicat de la Pyrotechnie de Spectacle et de Divertissement (SPSD) http://www.spsd.info
- Syndicat des Naturalistes et Taxidermistes de France (SNTF) http://www.taxidermistes.fr/
- Syndicat des Réparateurs Industriels de la Chaussure (SRIC) https://sric.info/
- Syndicat National des Affûteurs Français d'Outils Tranchants (SNAFOT) http://www.snafot.fr/
- Syndicat National des Crémateurs Animaliers (SNCA)
- Syndicat National des Professions du Chien et du Chat (SNPCC) https://snpcc.com/
- Union Française des Professionnels de l'Electricité, de l'Electrodomestique et du Multimédia (UPEM) https://www.upem.fr/
- Union Nationale Artisanale de la Couture et des Activités Connexes (UNACAC) https://www.unacac.fr/
- Union Nationale de l'Artisanat des Métiers de l'Ameublement (UNAMA) https://www.unama.org/
- Union Nationale des Entreprises de Coiffure (UNEC) https://unec.fr/
- Union Nationale des Industries, de l'Impression et de la Communication (UNIIC) https://uniic.org/
- Union Nationale des Instituts de Beauté (UNIB) https://www.unib-france.com/
- Union Nationale des Taxis (UNT) https://www.u-n-t.fr/
- Union Nationale Patronale des Prothésistes Dentaires (UNPPD) https://www.unppd.org/